# Stjärnkors (adelsätt)
Stjärnkors var en medeltida frälsesläkt som aldrig använde släktnamn men som kallats Stjärnkors, Stiernkors eller Stjernkors efter sitt vapen, eller Särkilaxätten efter sin släktgård Särkilax (finska Särkilahti). Gården, som idag kallas Iso-Särkilä ligger i Tövsala socken. Släkten dog ut på manslinjen år 1500 med biskopen i Åbo Magnus Nicolai (Stjernkors) men frälserätten och sköldemärket gick i arv till dennes systerdotters make som därmed grundade ätten Stiernkors.
Släkten uppnådde högfrälset med Nils Olofsson (1427-1449/1453), som var riksråd och konungsdomhavande vid landsrätten i Finland. Det var hans son som blev biskop i Åbo och hade fyra kända systrar. En av systrarna, Marta Nilsdotter, var gift med frälsemannen och väpnaren Olof Kirves i Nummis i Lundo socken.
År 1469 gjorde Magnus Nilsson ett jordbyte med Marta och Olof så att de senare fick Särkilax medan Magnus eller egentligen Alla helgons kor i Åbo domkyrka fick Olofs gods i Nummis. Martas och Olof Kirves dotter Karin var gift med borgmästaren i Åbo Nils Persson eller Kiukku Niku (Ilskne Nils), som båda levde 1496. Genom dem ärvdes Särkilax, vapnet och namnet till den yngre ätten Stiernkors.

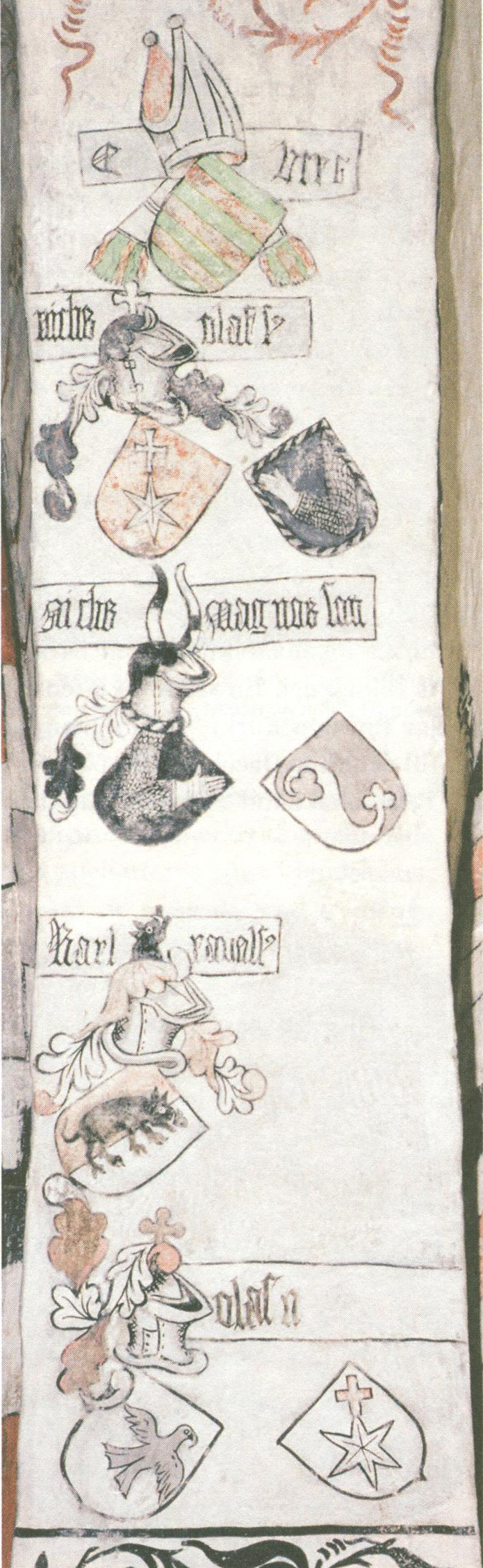
Nils Olofssons vapen i Tövsala kyrka